# Чемпионат мира по баскетболу 2019. Группа K
В этой статье представлено положение команд и результаты матчей в группе K второго этапа за 1-16 места чемпионата мира по баскетболу 2019. Учитываются результаты первого этапа. Команды сыграют друг с другом в один круг, с которыми не играли на первом этапе. Матчи пройдут с 7 сентября по 9 сентября 2019 года в Спортивном центре в Шэньчжэня. По результатам, команда занявшие 1-е и 2-е места в группе, выходят в стадию плей-офф. Команда, занявшая 3-е место в группе, займёт 9-12 места в общем зачёте, занявшее 4-е место - 13-16 места.

## Положение команд
| Команда  | Игр | В | П | МЗ  | МП  | МР   | Очки |
| -------- | --- | - | - | --- | --- | ---- | ---- |
| США      | 5   | 5 | 0 | 447 | 330 | +117 | 10   |
| Чехия    | 5   | 3 | 2 | 417 | 395 | +22  | 8    |
| Греция   | 5   | 3 | 2 | 403 | 382 | +21  | 8    |
| Бразилия | 5   | 3 | 2 | 409 | 427 | −18  | 8    |

## Результаты матчей
Время матчей дано по UTC+8:00

### 4-й тур

#### Бразилия — Чехия
| 7 сентября 2019 16:30 | Протокол | Бразилия                   | 71:93    | Чехия               | Спортивный центр, Шэньчжэнь Судьи: Саверио Ланцарини Хулио Анайя Андрис Аункрогерс |
| 7 сентября 2019 16:30 | Протокол | 16–20, 16–25, 14–20, 25–28 |          |                     | Спортивный центр, Шэньчжэнь Судьи: Саверио Ланцарини Хулио Анайя Андрис Аункрогерс |
| 7 сентября 2019 16:30 | Протокол | Витор Бените 12            | Очки     | Томаш Саторански 20 | Спортивный центр, Шэньчжэнь Судьи: Саверио Ланцарини Хулио Анайя Андрис Аункрогерс |
| 7 сентября 2019 16:30 | Протокол | Андерсон Варежао 5         | Подборы  | Ондржей Балвин 11   | Спортивный центр, Шэньчжэнь Судьи: Саверио Ланцарини Хулио Анайя Андрис Аункрогерс |
| 7 сентября 2019 16:30 | Протокол | Марсело Уэртас 6           | Передачи | Томаш Саторански 9  | Спортивный центр, Шэньчжэнь Судьи: Саверио Ланцарини Хулио Анайя Андрис Аункрогерс |

#### США — Греция
| 7 сентября 2019 20:30 | Протокол | США                       | 69:53    | Греция              | Спортивный центр, Шэньчжэнь Судьи: Александар Глисич Фердинанд Паскуаль Войцех Лишка |
| 7 сентября 2019 20:30 | Протокол | 19–17, 19–8, 16–12, 15–16 |          |                     | Спортивный центр, Шэньчжэнь Судьи: Александар Глисич Фердинанд Паскуаль Войцех Лишка |
| 7 сентября 2019 20:30 | Протокол | Кемба Уокер 15            | Очки     | Яннис Адетокунбо 15 | Спортивный центр, Шэньчжэнь Судьи: Александар Глисич Фердинанд Паскуаль Войцех Лишка |
| 7 сентября 2019 20:30 | Протокол | Джейлен Браун 9           | Подборы  | Яннис Адетокунбо 13 | Спортивный центр, Шэньчжэнь Судьи: Александар Глисич Фердинанд Паскуаль Войцех Лишка |
| 7 сентября 2019 20:30 | Протокол | Кемба Уокер 6             | Передачи | Ник Калатес 5       | Спортивный центр, Шэньчжэнь Судьи: Александар Глисич Фердинанд Паскуаль Войцех Лишка |

### 5-й тур

#### Чехия — Греция
| 9 сентября 2019 16:30 | Протокол | Чехия                      | 77:84    | Греция             | Спортивный центр, Шэньчжэнь Судьи: Александар Глисич Андрис Аункрогерс Войцех Лишка |
| 9 сентября 2019 16:30 | Протокол | 12–18, 21–14, 16–25, 28–27 |          |                    | Спортивный центр, Шэньчжэнь Судьи: Александар Глисич Андрис Аункрогерс Войцех Лишка |
| 9 сентября 2019 16:30 | Протокол | Яромир Богачик 25          | Очки     | Ник Калатес 27     | Спортивный центр, Шэньчжэнь Судьи: Александар Глисич Андрис Аункрогерс Войцех Лишка |
| 9 сентября 2019 16:30 | Протокол | Ондржей Балвин 9           | Подборы  | Яннис Адетокунбо 9 | Спортивный центр, Шэньчжэнь Судьи: Александар Глисич Андрис Аункрогерс Войцех Лишка |
| 9 сентября 2019 16:30 | Протокол | Томаш Саторански 9         | Передачи | Ник Калатес 6      | Спортивный центр, Шэньчжэнь Судьи: Александар Глисич Андрис Аункрогерс Войцех Лишка |

#### США — Бразилия
| 9 сентября 2019 20:30 | Протокол | США                          | 89:73    | Бразилия           | Спортивный центр, Шэньчжэнь Судьи: Саверио Ланцарини Фердинанд Паскуаль Хулио Анайя |
| 9 сентября 2019 20:30 | Протокол | 21–18, 22–21, 24–17, 22–17   |          |                    | Спортивный центр, Шэньчжэнь Судьи: Саверио Ланцарини Фердинанд Паскуаль Хулио Анайя |
| 9 сентября 2019 20:30 | Протокол | Майлз Тёрнер, Кемба Уокер 16 | Очки     | Витор Бените 21    | Спортивный центр, Шэньчжэнь Судьи: Саверио Ланцарини Фердинанд Паскуаль Хулио Анайя |
| 9 сентября 2019 20:30 | Протокол | Майлз Тёрнер 8               | Подборы  | Андерсон Варежао 8 | Спортивный центр, Шэньчжэнь Судьи: Саверио Ланцарини Фердинанд Паскуаль Хулио Анайя |
| 9 сентября 2019 20:30 | Протокол | Донован Митчелл 7            | Передачи | Марсело Уэртас 5   | Спортивный центр, Шэньчжэнь Судьи: Саверио Ланцарини Фердинанд Паскуаль Хулио Анайя |